# Hermandad de Nuestra Señora del Rocío de Cornellà
La Hermandad de Nuestra Señora del Rocío de Cornellà és una germandat, pertanyent a l'arxidiòcesi de Barcelona, filial núm. 109 de la Germandat Matriu d'Almonte. És la més antiga de les d'El Rocío, i té la seu a la parròquia de Sant Miquel Arcàngel de Cornellà de Llobregat. Va ser reconeguda l'any 1981 com associació privada de fidels i, el 21 de juny de 1995, va ser erigida canònicament pel cardenal arquebisbe de Barcelona com associació pública de fidels.
La commemoració del Rocío al Baix Llobregat, se celebra en el transcurs de tres dies. El seu recorregut comença el divendres amb el tradicional pregó i el dissabte té lloc la romeria (de la parròquia de Sant Miquel als carrers de la ciutat) En darrer terme, cal destacar que la germandat cornellanenca participa en la Romeria de Pentecostés a Almonte (Huelva), per retre culte i devoció a la Verge del Rocío, en el santuari de les Marismes.
El 12 de setembre de 1984, es va presentar en l'Assemblea General el disseny del Simpecado (fons blau i bordat daurat). El senyor Manuel Ponce va encarregar-se de les tasques de brodat en els tallers de Huelva i Pedro Gil Mazo del disseny, elaboració de la pintura de la Virgen del Simpecado i del trasllat. Finalment, el Simpecado va ser entregat a la germandat el dia 9 de març de 1986. En aquest sentit, la Hermandad celebra cada mes de març l'aniversari del lliurament del Simpecado.
Cada any la germandat organitza una degustació gratuïta de “las Papas Rocieras”, acte de convivència entre els germans i la ciutadania. A l'any 2016, l'esdeveniment va tenir lloc el dia 17 d'abril a la plaça del mercat de Sant Ildefonso, a Cornellà. De manera paral·lela, l'acte va servir per fer la presentació dels cartells anuals de la Commemoració del Rocío del Baix Llobregat i de la Romería de Pentecostés.